# Boris Choukhov
Pour les articles homonymes, voir Choukhov.
Boris Khabalovitch Choukhov (né le 8 mai 1947, à Kodyma, Odessa, en URSS (Ukraine aujourd'hui) est un coureur cycliste soviétique.

## Biographie
Membre de l'équipe de l'URSS , il participe à la victoire de l'Union soviétique dans l'épreuve sur route des 100 km contre-la-montre, aux Jeux olympiques de Munich.

## Palmarès
- 1968
  - 9e du contre-la-montre par équipes aux jeux olympiques de Mexico (avec Aleksandr Dokhlyakov, Yuri Dmitriyev et Valeri Iardy)
- 1969
  - 2e du Tour de Turquie
- 1970
  -  Champion du monde du contre-la-montre par équipes (avec Valeri Iardy, Vladimir Sokolov et Valeri Likhatchev)
- 1971
  - 8e du championnat du monde du contre-la-montre par équipes (avec Valeri Likhatchev, Guennadi Komnatov et Nikolay Sytnikov)
- 1972
  -  Champion olympique du contre-la-montre par équipes (avec Guennadi Komnatov, Valeri Likhatchev et Valeri Iardy)
  - 2e du championnat d'URSS du contre-la-montre par équipes[1] (avec Vikenti Basko, Ivan Trifonov et Ivan Skosirev)
- 1973
  - Ruban granitier breton
  - Memorial Colonel Skopenko
  - Tour de Yougoslavie
  - Prologue du Grand Prix Guillaume Tell (contre-la-montre par équipes)
  -  Médaillé d'argent au championnat du monde du contre-la-montre par équipes (avec Guennadi Komnatov, Youri Mikhailov et Sergey Sinizin)